# Mars 1877

## Événements
- 2 mars : compromis Hayes-Tilden. Le républicain Rutherford B. Hayes est déclaré président des États-Unis.

- 17 mars (Empire ottoman) : les députés se réunissent pour l’ouverture de la première session parlementaire qui se tient dans le cadre de la nouvelle Constitution.
  - Les réformes fiscales entreprises sous la pression des créanciers permettent une augmentation des revenus du Trésor. La dîme sur les récoltes augmente de 50 % de 1862 à 1878. Les tarifs du bebel (impôt dispensant du service militaire) sont relevés. Le coût de la guerre dans les Balkans empêche cependant l’assainissement durable des finances ottomanes.

- 31 mars : sir Henry Bartle Frere est nommé gouverneur du Cap (fin en 1880).

## Naissances
- 21 mars : Maurice Farman, pionnier français de l'aviation

## Décès
- 24 mars : Léon Belly, peintre et orientaliste français (° 18 avril 1827).
- 28 mars : Henrik Nicolai Clausen, théologien et homme politique danois (° 22 avril 1793).